# David Gerrold

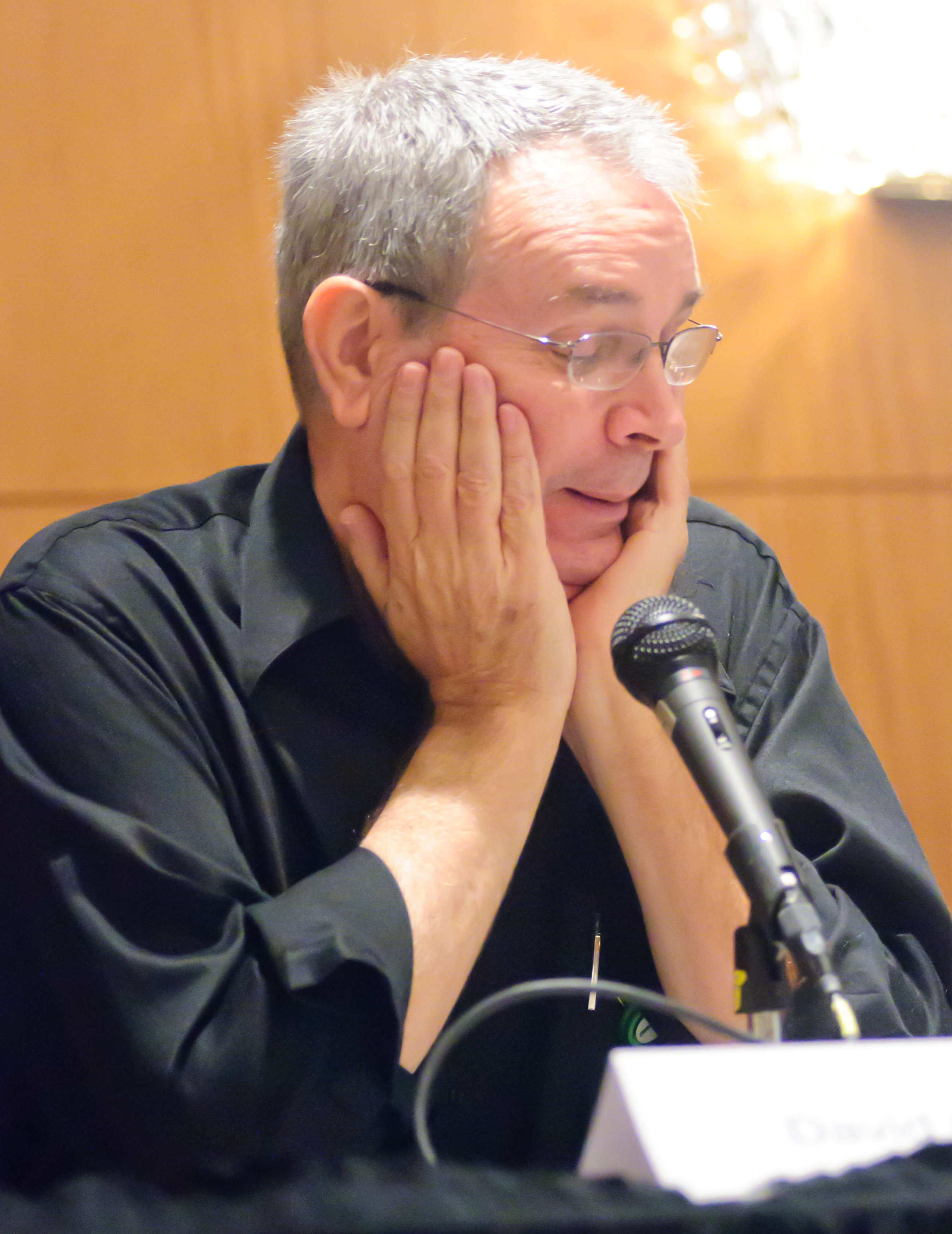
David Gerrold (2010)

David Gerrold (* 24. Januar 1944 in Chicago als Jerrold David Freedman) ist ein US-amerikanischer Drehbuchautor und Autor von Fantasy- und Science-Fiction-Romanen.

## Leben
Gerrold ist der Sohn von Louis Friedman und Johanna, geborene Fleischer. Nach dem Besuch des Los Angeles Valley Junior College studierte er an der University of Southern California in Los Angeles und an der California State University, Northridge, wo er 1967 mit einem Bachelor in Theaterwissenschaften abschloss.
Sein bekanntestes Werk ist zugleich das erste, das er je verkaufte, nämlich das Drehbuch für die Raumschiff-Enterprise-Episode The Trouble with Tribbles (deutsch „Kennen Sie Tribbles?“). Nach seinem Studium wollte Gerrold Drehbuchautor werden. Zu dieser Zeit lief die erste Staffel von Star Trek, für die zweite Staffeln wurden Ideen gesucht und Gerrold reichte mehrere Treatments ein, von denen The Trouble with Tribbles schließlich akzeptiert wurde. Es sollte sich als eine der bekanntesten und beliebtesten Episoden erweisen und auch die Schauspieler schätzten die komische Geschichte der sich in einem Raumschiff unkontrollierbar und explosiv vermehrenden niedlichen Pelztierchen. William Shatner erhielt hier zum ersten Mal Gelegenheit, sein komisches Talent zu demonstrieren.
Als sich im September 1996 der Fernsehausstrahlungsbeginn von Star Trek zum 30. Mal jährte, wurde aus diesem Anlass die ursprünglich als Auftakt der fünften Staffel von Star Trek: Deep Space Nine vorgesehene Episode Trials and Tribble-ations (deutsch „Immer die Last mit den Tribbles“) produziert. Darin interagieren Hauptfiguren aus Deep Space Nine mit solchen aus Raumschiff Enterprise, darunter Kirk und Spock.
Für die Herstellung der Episode wurden unter anderem Kopien der damaligen Kulissen originalgetreu nachgebaut, Uniformen geschneidert und Raumschiff- und -stationsmodelle nachgebaut. In wiederverwendeten Szenen sowohl aus Kennen Sie Tribbles? als auch aus Ein Parallel-Universum wurden die Deep Space Nine-Figuren mittels digitaler Bildbearbeitung eingefügt.
In den folgenden Jahren und Jahrzehnten arbeitete Gerrold weiter als Drehbuchautor und Story Editor für Fernsehserien, insbesondere bei den Serien Land of the Lost (deutsch „Im Land der Saurier“), wo er für fünf Folgen das Drehbuch schrieb und bei 17 Folgen Story Editor war, und für die Serie The Biskitts, bei der er die Story für 13 Episoden schrieb.
Sein umfangreichstes Werk ist die bisher fünf Bände umfassende Reihe Chtorr-Kriege, bei der die Erde von den Chtorranern, nichtirdischen Lebensformen einer anderen Ökologie, überschwemmt wird. Geschrieben sind die Geschichten aus der Sicht des Protagonisten Jim McCarthy. Die Reihe erschien im Original zuerst bei Timescape Books in gekürzter Fassung. Diese Fassung bildete die Quelle für die deutschsprachige Ausgabe. Nach Erscheinen des zweiten Bandes wechselte die Reihe zu Bantam Books, wo zusätzlich zu den Folgebänden die ersten Bände in ungekürzter Fassung erschienen. Aufgrund der Rechtewechsel sind lediglich die ersten zwei Bände in der ersten, gekürzten Fassung auf Deutsch erschienen. Es gibt eine GURPS-Version der Serie.
Gerrolds erfolgreichstes Werk ist die 1994 erschienene Kurzgeschichte The Martian Child, die 1995 mit Hugo Award. Nebula Award und Locus Award drei der renommiertesten Preise der Science-Fiction erhielt. 2002 legte Gerrolds eine Romanversion vor und 2007 wurde diese unter dem Titel Martian Child (deutsch Mein Kind vom Mars) von Menno Meyjes mit John Cusack verfilmt.
Gerrold hat 1972 in der Serie über die G.O.D.-Maschine (When Harlie Was One, 1972) als erster den Begriff „Computervirus“ gebraucht, allerdings nicht im heutigen Sinn.
In einer Kolumne über zukünftige Computeranwendungen skizzierte er bereits 1999 den Funktionsumfang der Smartphones, die erst Jahre später auf den Markt kommen würden.

## Auszeichnungen
- 1995: Hugo Award. Nebula Award, Locus Award und HOMer Award für The Martian Child
- 1997: Skylark Award für das Lebenswerk
- 2001: Gaylactic Network Spectrum Award und Golden Duck Award für den Roman Jumping Off the Planet
- 2007: Forry Award für das Lebenswerk
- 2007: Gaylactic Network Spectrum Award für die Kurzgeschichte In the Quake Zone
- 2014: Bram Stoker Award für die Kurzgeschichte Night Train to Paris
- 2016: Lord Ruthven Award für den Roman Jacob
- 2022: Robert A. Heinlein Award[6]

## Werke

### Serien
Star Wolf
- Yesterday’s Children (1972)
  - Deutsch: Das Raumschiff der Verlorenen. Bastei, 1978, ISBN 3-404-00811-1.
- Yesterday’s Children (1980, neu überarbeitet)
  - Deutsch: Sternenjagd. Bastei, 1997, ISBN 3-404-23185-6.
- 1 Voyage of the Star Wolf (1990)
  - Deutsch: Die Reise der Jona. Bastei, 1996, ISBN 3-404-23177-5.
- 2 The Middle of Nowhere (1995)
  - Deutsch: Inmitten der Unendlichkeit. Bastei, 1996, ISBN 3-404-23180-5.
- 3 Blood and Fire (2004)
- Tales of the Star Wolf (2004, Sammelausgabe von 1–3)

Harlie
- Oracle For a White Rabbit (Kurzgeschichte, 1969)
- The God Machine (Kurzgeschichte, 1970)
- Trouble with G.O.D. (Kurzgeschichte, 1972)
- For G.O.D.'s Sake (Kurzgeschichte, 1972)
- When Harlie Was One (1972, Roman, überarbeitet als When Harlie Was One Release 2.0, 1988)
  - Deutsch: Ich bin Harlie. Heyne, 1974, ISBN 3-453-30306-7.

Star Trek
- The Trouble with Tribbles (1977, Romanfassung von Kennen Sie Tribbles?)
- The Galactic Whirlpool (1980)
  - Deutsch: Der galaktische Mahlstrom. 1981, ISBN 3-442-23621-5.
- Encounter at Farpoint (1987)
  - Deutsch: Mission Farpoint. 1989, ISBN 3-453-03456-2.

The War against the Chtorr
- 1 A Matter for Men (1983)
  - Deutsch: Die biologische Invasion. Heyne, 1986, ISBN 3-453-31256-2.
- 2 A Day for Damnation (1984)
  - Deutsch: Der Tag der Verdammnis. Heyne, 1986, ISBN 3-453-31303-8.
- 3 A Rage For Revenge (1989)
- 4 A Season for Slaughter (1993)
- 5 Method for Madness (nicht erschienen, Auszug 2015 in Entanglements and Terrors)
- 6 A Time for Treason (nicht erschienen)
- The War Against the Chtorr: Invasion (1984, Sammelausgabe von #1 und #2)
- Enterprise Fish (Kurzgeschichte, 2009)

Trackers
- Under the Eye of God (1993)
- A Covenant of Justice (1994)

The Dingilliad
- Jumping off the Planet (2000)
- Bouncing off the Moon (2001)
- Leaping to the Stars (2002)

### Romane
- The Flying Sorcerers (1971, mit Larry Niven)
  - Deutsch: Die fliegenden Zauberer. Heyne, 1976, ISBN 3-453-30379-2.
- Space Skimmer (1972)
  - Deutsch: Raumspringer. Bastei, 1975, ISBN 3-404-00379-9.
- Battle for the Planet of the Apes (1973, Romanfassung von Die Schlacht um den Planet der Affen)
  - Deutsch: Die Schlacht um den Planeten der Affen. Moewig, 1976.
- The Man Who Folded Himself (1973)
  - Deutsch: Zeitmaschinen gehen anders. Heyne, 1976, ISBN 3-453-30364-4.
- Moonstar Odyssey (1977)
  - Deutsch: Unter dem Mondstern. Knaur, 1978, ISBN 3-426-00704-5.
- Deathbeast (1978)
  - Deutsch: Die Bestie. Heyne, 1979, ISBN 3-453-30579-5.
- Enemy Mine (1985, mit Barry B. Longyear, Romanfassung des Films Enemy Mine – Geliebter Feind)
  - Deutsch: Enemy Mine – Geliebter Feind. 1985, ISBN 3-453-02277-7.
- Chess with a Dragon (1987)
- The Martian Child (2002)
- Blood and Fire (2004)
- Child of Earth (2005)

### Storysammlungen
- With a Finger in My I (1972)
- Alternate Gerrolds (2005)
- The Involuntary Human (2007)
- Digging in Gehenna / Riding Janis (2012)
- A Promise of Stars (2014)
- Sampler 2015 (2015)
- Entanglements and Terrors (2015)
- Little Horrors (2016)

### Kurzgeschichten
- Love Story in Three Acts (1970)
  - Deutsch: Love Story in drei Akten (1973)
- Afternoon with a Dead Bus (1971)
- How We Saved the Human Race (1972)
- With a Finger in My I (1972)
- All of Them Were Empty (1972)
- Battle Hum and the Boje (1972)
- In the Deadlands (1972)
- The Crystal Castle (1972)
- Yarst! (1972)
- An Infinity of Loving (1973)
- Othuum, Chapter Two: Out of the Darkness (1974)
- Skinflowers (1974)
- Death Beast (1978)
- Hellhole (1979)
- The Trouble with Tribbles (1981)
- Shaggy Dog Story (1986)
- The Nolacon Visitation (1988, zusammen mit zahlreichen anderen Autoren)
- The Kennedy Enterprise (1992)
- The Impeachment of Adlai Stevenson (1992)
- A Wish for Smish (1992)
- Bauble (1993)
- Rex (1993)
- The Firebringers (1993)
- The Ghost of Christmas Sideways (1993)
- Believers (1993)
- Franz Kafka, Superhero! (1994)
- The Martian Child (1994)
- Satan Claus (1994, auch als … And Eight Rabid Pigs)
- The Seminar from Hell (1994)
- What Goes Around (1994)
- The Fan Who Molded Himself (1995)
- The Spell (1995)
- The Emperor Redux (1996)
- The Feathered Mastodon (1997)
- The Green Man (2000)
- Riding Janis (2003)
- Digging in Gehenna (2003)
- Dancer in the Dark (2004)
- King Kong: Behind the Scenes (2005)
- Mortal Dance (2005)
- In the Quake Zone (2005)
- Chester (2005)
- The Diamond Sky (2005)
- King Kong: The Unanswered Questions (2005)
- A Quantum Bit Exists In Two States Simultaneously: On (2005)
- A Quantum Bit Exists In Two States Simultaneously: Off (2005)
- Report from the Near Future: Crystallization (2006)
- Turtledome (2006)
- Jellyfish (2007, mit Mike Resnick)
- Blood and Fire (2007)
- Chess with a Dragon (2007)
- Interlude #1–#6: Solomon Short (2007)
- It Needs Salt (2007)
- Pickled Mongoose (2007)
- The Baby Cooper Dollar Bill (2007)
- The Strange Death of Orson Welles (2007)
- The Strange Disappearance of David Gerrold (2007)
- The Equally Strange Reappearance of David Gerrold (2007)
- Laser-Mirror-Starweb Outline (2008)
- Spiderweb (2008)
- Why There Are No Type-C Civilizations (2008, mit Marvin Minsky)
- Ganny Knits a Spaceship (2009)
- Nowhere Man (2009)
- Sales of a Deathman (2010)
- F&SF Mailbag (2010)
- Time Capsule 2120: Actual Comments from Lunar Tourists (2010, auch als Actual Comments from Lunar Tourists, 2014)
- Night Train to Paris (2013)
- The Gathering (2013)
- The Honker Sting by David Gerrold (2013)
- Crystalization (2014)
- The Thing in the Back Yard (2014)
- The Old Science Fiction Writer (2014)
- From the Man Who Folded Himself (2015)
- From the Voyage of the Star Wolf (2015)
- From When H.A.R.L.I.E. Was One (2015)
- Entanglements (2015)
- A Mild Case of Death (2015)
- The Great Pan American Airship Mystery, or, Why I Murdered Robert Benchley (2015)
- … Through Time and Space with Ferdinand Feghoot: The Chairman Dances (2015)
- Monsieur (2015)
- Finding Monstro (2015)
- The Bag Lady (2015)
- The Great Milo (2016)
- The White Piano (2016)
- The Thing on the Shelf (2016)
- A Brief Explanation of How Budapest Became the Taco Capital of the World (2016)
- The Dunsmuir Horror (2016)
- The Further Adventures of Mr. Costello (2016)
- The Trouble with Hairy (2016)
- The Fabulous Marble (2017)
- The Patient Dragon (2017)
- Endless City (2018)

### Sachbücher
- Worlds of Wonder: How to Write Science Fiction and Fantasy (1991)
- Fatal Distractions: 87 of the Very Best Ways to Get Beaten, Eaten, Maimed, and Mauled on Your Pc/Book and Cd-Rom (1994)
- Taking the Red Pill: Science, Philosophy and Religion in The Matrix (2003, mit Glenn Yeffeth)

Star-Trek
- The World of Star Trek (1973, erweiterte Neuausgabe 1984)
- The Trouble with Tribbles: The Complete Story of One of Star Trek’s Most Popular Episodes (1973, auch als The Trouble with Tribbles: The Birth, Sale and Final Production of One Episodes, 1976)
- Boarding the Enterprise: Transporters, Tribbles, and the Vulcan Death Grip in Gene Roddenberry’s Star Trek (2006, mit Robert J. Sawyer)

## Drehbücher
Star Trek (Fernsehserie)
- I, Mudd (1967, überarbeitet)
- The Trouble with Tribbles (1967)
- The Cloud Minders (1969)

Star Trek: The Animated Series (Fernsehserie)
- More Trouble with Tribbles (1973)
- BEM (1974)

Land of the Lost (Fernsehserie, 1974)
- CHA-KA
- The Sleestak God
- Possession
- Circle
- Hurricane

Logan’s Run (Fernsehserie)
- Man Out of Time (1977, als Noah Ward).

The Biskitts (Fernsehserie, 1983)
- Turnaround Hound/A Dark and Stormy Knight (1983)
- The Swamp Monster (1983)
- The Moonpond/Fly Me to the Goon (1983)
- The Trojan Biskitt/Snatched from Scratch (1983)
- The Golden Biskitt/The Bone in the Stone (1983)
- The Biskitt Who Cried Wolf/Shecky's Last Laugh (1983)
- Spinner's Surprise/Two Leagues Under the Pond (1983)
- Raiders of the Lost Bark/The Princess and the Plea (1983)
- Moving Day/A Biskitt Halloween (1983)
- Dogfoot/Up to His Old Tricks (1983)
- Belling the Wild Cat/King Max's War (1983)
- As the Worm Turns/Trouble in the Tunnel (1983)
- Around the Swamp in a Daze/Rogue Biskitt (1983)

Tales from the Darkside (Fernsehserie, 1985)
- Levitation
- If the Shoes Fit… (1984, als Noah Ward)

The Twilight Zone (Fernsehserie)
- A Saucer of Loneliness (1986)
- A Day in Beaumont (1986)

The Real Ghostbusters (Fernsehserie)
- The Hole in the Wall Gang (1987)
- Adventures in Slime and Space (1987)

Superboy (Fernsehserie)
- Test of Time (1990)

Babylon 5 (Fernsehserie)
- Believers (1994)

Star Trek: Deep Space Nine (Fernsehserie)
- Trials and Tribble-ations (1996, verwendet Material aus The Trouble with Tribbles)

Sliders (Fernsehserie)
- New Gods for Old (1999)

Star Trek: New Voyages (Fanfiction-Serie)
- Origins: The Protracted Man (nicht realisiert)
- Blood and Fire: Part One (2008)
- Blood and Fire: Part Two (2009)

Martian Child (Film)
Auf Gerrolds Roman basierender Film von 2007. Das Drehbuch schrieben Seth Bass und Jonathan Tolins.